# Duets (álbum de Elton John)
Duets é o vigésimo quarto álbum de estúdio do cantor Elton John, lançado a 23 de Novembro de 1993.

## Faixas

### lado 1
1. "Teardrops" (com k.d. Lang) – 4:55
2. "When I Think About Love (I Think About You)" (com P.M. Dawn) – 4:34
3. "The Power" (com Little Richard) – 6:25
4. "Shakey Ground" (com Don Henley) – 3:51

### Lado 2
1. "True Love" (com Kiki Dee) – 3:34
2. "If You Were Me" (com Chris Rea) – 4:26
3. "A Woman's Needs" (com Tammy Wynette) – 5:18
4. "Old Friend" (com Nik Kershaw) – 4:16

### Lado 3
1. "Go On And On" (com Gladys Knight) – 5:50
2. "Don't Go Breaking My Heart" (com RuPaul) – 5:00
3. "Ain't Nothing Like the Real Thing" (com Marcella Detroit) – 3:36
4. "I'm Your Puppet" (com Paul Young) – 3:36

### Lado 4
1. "Love Letters" (com Bonnie Raitt) – 4:01
2. "Born To Lose" (com Leonard Cohen) – 4:33
3. "Don't Let the Sun Go Down on Me" (Ao vivo, com George Michael) – 5:47
4. "Duets For One" – 4:52

## Paradas
| Paradas (1993) | Posição |
| -------------- | ------- |
| Billboard 200  | 25      |